# Mike Moser
Michael Alexander Moser (Dallas, Texas, 20 de noviembre de 1990) es un jugador de baloncesto estadounidense con nacionalidad albanesa que pertenece a la plantilla del Grissin Bon Reggio Emilia de la Lega Basket Serie A. Mide 2,03 metros de altura, y juega de ala-pívot.

## Trayectoria deportiva
Es un jugador formado a caballo entre Oregon Ducks, UNLV Runnin' Rebels y UCLA Bruins. Tras no ser frafteado en 2014, dio el salto al profesionalismo en Lituania, en concreto en las filas del Lietuvos Rytas.
Al año siguiente, formaría parte de la plantilla del Hapoel Holon y más tarde, del Sigal Prishtina de Kosovo. En la temporada en Kosovo,
sería campeón de Liga y MVP en la final por el título.
En 2017, obtendría la nacionalidad albanesa.
En junio de 2017, firma por el Grissin Bon Reggio Emilia de la Lega Basket Serie A un contrato un año, ampliable a otro por resultados.